# مجدليون
مجدليون هي إحدى القرى اللبنانية من قرى قضاء صيدا في محافظة الجنوب.
تبعد مجدليون حوالي 4 كم عن مدينة صيدا و45 كلم عن بيروت عاصمة لبنان. ترتفع 200 م عن سطح البحر ويبلغ أقصى ارتفاع لها 300 م وتمتد على مساحة تُقدَّر بـ 163 هكتاراً (1.5 كلم²- 0.579 ميل²).
تحد البلدة عدة قرى هي كالتالي: شمالاً: عبرا، الصالحية—جنوباً: عين الدلب، القريّة—شرقاً: الصالحية، كفرجرة—غرباً: حارة صيدا.
أما البلدات المجاورة المرتبطة بالطرق المؤدية إليها فهي: «الهلالية، عبرا، بقسطا، الصالحية، كفرجرة، حارة صيدا، عين الدلب والقرية» [3].
تتميز مجدليون بموقعها الجغرافي لأنها مطلة على كامل صيدا وجوارها وهي تقع على خط الطول 33°33'33.24«N وخط العرض 35°24'44.69»E.
مجدليون هي ثالث بلدة بعد الهلالية وعبرا صعوداً باتجاه مدينة جزين، وتمتاز بسهولة الوصول إليها.

## معنى الإسم
يعود أصل التسمية إلى لفظة سريانية تعني: حراس البرج والقلعة، الأمر الذي يدل على عراقتها في التاريخ، وعلى أنها كانت مأهولة منذ أقدم العصور، وقد تعني " البرج الصغير " بينما يروي أحد كبار السن طانيوس الفاخوري، بأن اسم البلدة " أطلق نسبة إلى شخص يُدعى ليون، وكان له مجداً كبيراً أيام الفرنسيين وما قبله، وربما أقام في البلدة فأطلق عليها اسم مجدليون - أي (مجد - ليون).

## التركيبة السكانية
عدد سكان مجدليون المسجلين وفق القيود الانتخابية فيبلغ نحو 3500، المقيمين منهم نحو 1500 نسمة، بينما عدد المقيمين الإجمالي أكثر من 10 آلاف نسمة. ويتوزع السكان بين مختلف الطوائف ولكن معظمهم من الكاثوليك ويتوزع الباقون بين موارنة وأرثوذكس.
وتُشكل بلدة مجدليون نموذجاً للعيش المشترك فيها، إذ يقطنها مسلمون ومسيحيون، وتعتبر نقطة تلاقي بين المدينة صيدا وقرى منطقتها. وقد تغيرت ديموغرافية البلدة بشكل كبير بعد الحرب اللبنانية ونزوح وهجرة قسم من أبنائها المسيحيين ما قابله زيادة في السكان من الطوائف الأخرى.
سكان مجدليون يتألفون من العائلات التالية:
- ابراهيم
- اسطفان
- اسماعيل
- الحاج
- الحداد
- الديك
- السمرا
- الشامية
- القزي
- المشنتف
- المعماري
- الياس مارون
- اندراوس
- باسيل
- برادعي
- باكوفو
- برصوم
- بشارة
- بشوتي
- بشير
- بطرس
- بو بطرس
- بو سمعان
- بو نادر
- بولس
- توفيق
- توما
- جابر
- جبور
- جحا
- جرجي سليم
- جريج
- جريس
- جمعة
- جنحو
- حاتم
- حبيب
- حسواني
- حسون
- حسين
- حشيمي
- حفاليان
- حلوة
- حليحل
- حمود
- حنا
- حوا
- حوراني
- خليل
- خوري
- داغر
- دنده
- ذيب
- رحمة
- رفول
- روحان يونس
- روحانا
- روكز
- رياشي
- ريشا
- زارطاريان
- زعرور
- زنقول
- زيادة
- سركيس
- سعد
- سقسوق
- سكر
- سمعان
- سونون
- شاكر
- شامية
- شبلي
- شعيا
- شما
- شهوان
- شيبان
- صليبا
- صوان
- ضو
- طربيه
- طنوس
- عبدالله
- عبد الملك
- عبده
- عبود
- عبيد
- عساف
- عفيف
- عقل
- عقيقي
- علوان
- عماد
- عودة
- عيد
- غبريل
- فاخوري
- فالفايان
- فرنسيس
- قزحيا نقولا
- قشير
- قهوجي
- كاوركيان
- كرم
- كرة بيتان
- لطوف
- مارتن
- مارون
- مبارك
- متى
- محفوظ
- مخول
- مرعي
- مسعد
- مطر
- معلوف
- معماري
- مكرزل
- مكوشر
- منصور
- موسى
- نحاس
- نفاع
- نعسان
- نعيم
- نصار
- نقولا
- نقولا متى
- واكيم
- هاشم
- هرموش
- وهبة
- يوسف
- يونس

## التنظيم
يتغنى أهالي مجدليون ببلدتهم، ولا يتورعون عن وصفها بأنها قطعة من الأرض معلقة بالسماء، لهدوئها وطيب الإقامة فيها، يزيّنها الجمال العمراني وتنظيمها المدني، حيث تشتهر بالقصور والفيلات، وأبرزها التي شيّدها الرئيس الشهيد رفيق الحريري، إضافة إلى زيدانية مجدليون ومشروع الحريري - الزيباوي الجديد، والتي تتكامل مع طبيعتها الخضراء لتجعل منها بلدة مميزة وسط جيرانها. وتعتبر مجدليون من البلدات القليلة المنظمة، إذ يقسمها ثلاثة شوارع متوازية كما أن شوارعها واسعة مقارنة بالقرى المحيطة بها.
وتقسم مجدليون إلى ثلاثة أقسام:
- البلدة القديمة حيث المباني القديمة والشوارع الضيقة وهي تتواجد في القسم الشمالي من البلدة.
- القسم الحديث نسبياً من البلدة وتم بناء معظمه بعد الحرب اللبنانية وهو يقع تقريباً في وسط البلدة.
- القسم الثالث وهو يمتد شرق وجنوب البلدة وهو بمعظمه مساحات خضراء وفيه الأبنية الفخمة من قصور وفلل وطرقاته واسعة ويشهد فورة عمرانية كبيرة.

## المناظر الطبيعية
مجدليون تتمتع بمناظر دائمة الخضرة حيث تتواجد الأعشاب البرية والأجمة والنباتات العريضة الأوراق المخضرة دائما. تربتها كلسية بمعظمها وصالحة نسبياً للزراعة.
القسم الجنوبي والشرقي من البلدية يتميز بالاخضرار الدائم وبالمساحات الخضراء. وتضم مجدليون في وسطها هضبة رائعة الجمال ومطلة على كامل مدينة صيدا وتقسم البلدة إلى قسمين: قسم شمالي حيث نسبة البناء كبيرة جداً وقسم جنوبي حيث المساحات الخضراء الواسعة.

## تاريخها
كانت مجدليون مملوكة من قبل بعض العائلات الثرية ومنها عائلة «أبو جودة» والتي كانت تمتلك معظم القسم الغربي من مجدليون وعائلة «ديب» التي كانت تمتلك معظم القسم الشرقي. في أوائل القرن العشرين وحتى منتصفه، بدأت هذه العائلات ببيع أراضيها إلى سكان ومزارعي البلدة ممن أراد التملك فيها.
خلال الحرب اللبنانية وبعدها، قام الكثير من سكان مجدليون ببيع أراضيهم وأملاكهم إما للهجرة أو للانتقال للسكن في بيروت أو غيرها من المناطق. نتيجة ذلك، أصبح التغير الديموغرافي أمرا واقعا وبقيت مجدليون حتى يومنا هذا بلدة مشتركة يعيش فيها المسيحيون والمسلمون بسلام.

## النشاط الإقتصادي
كانت مجدليون معروفة بزراعة الزيتون بشكل كبير. ولكنها حالياً وبسبب الازدهار العمراني فيها، تضاءلت المساحات المزروعة بالزيتون وتضاءل بالتالي الاعتماد على هذه الزراعة.
يسكن بلدة مجدليون الهدوء، وليس فيها مورد رزق محدد، إذ أنها ليست صناعية أو زراعية، بل تعتمد على بعض المحال التجارية التي بدأت تنمو بشكل مطرد، وخصوصاً على الطريق العام، وتُساهم في تنشيط الحركة الاقتصاية، بينما يعوّض ذلك أنها سكنية بامتياز بسبب الفيلات الفاخرة الموجودة فيها.بعض سكان مجدليون يعملون في بيروت وجوارها لتأمين رزقهم كما يسكن معظم هؤلاء قرب أماكن عملهم. أما البعض الآخر فإما يعمل في مدينة صيدا أو في البلدة (أو في جوارها) وهؤلاء يسكنون بشكل دائم في مجدليون.

## المؤسسات التعليمية
تفتقر البلدة إلى المرافق العامة والرسمية منها والخاصة، إذ لا يوجد فيها أي من المدارس أو المستشفيات وسواها. فيها كنيسة واحدة للموارنة والكاثوليك معاً، ومسجدان، وبئران ارتوازيان يغذيان البلدة بالكامل، وهما بإشراف «مصلحة مياه نبع الطاسة».

## النشاطات الثقافية والرياضية
يقام في مجدليون سنوياً عشاء قروي يجمع أبناء البلدة سوياً وسط أجواء احتفالية رائعة. وتقام في نفس الفترة مهرجان رياضي ترعاه بلدية مجدليون ونادي «طائر الفينيق» ويشهد مباريات في كرة القدم تجمع فرقاً من القرى المجاورة بالإضافة إلى فريق يمثل مجدليون.
وتشهد مجدليون سنويا معرضاً للرسم يقيمه الرسام ناجي المعماري (وهو أحد أبناء البلدة) في مبنى نادي «طائر الفينيق».

## معرض صور

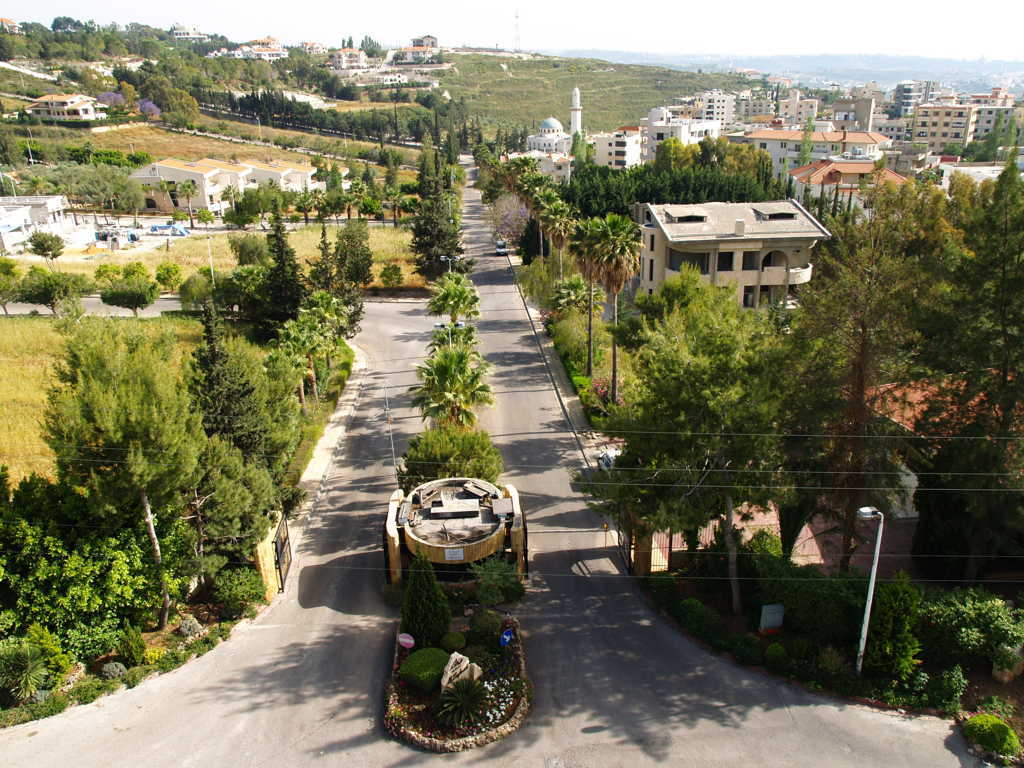
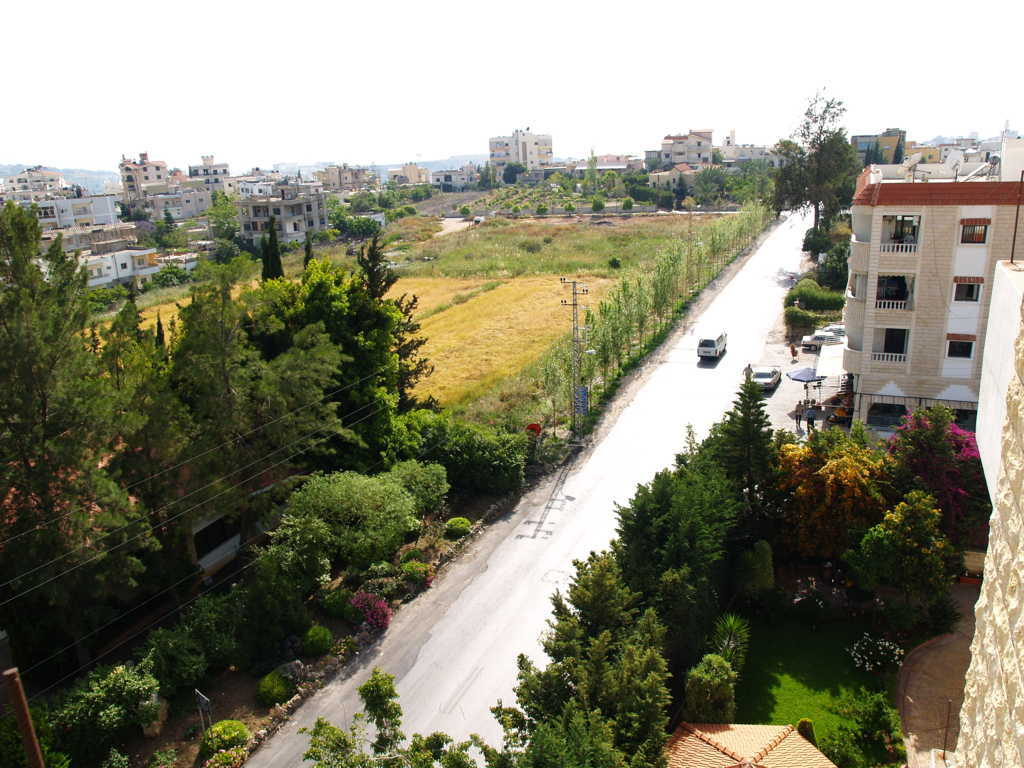
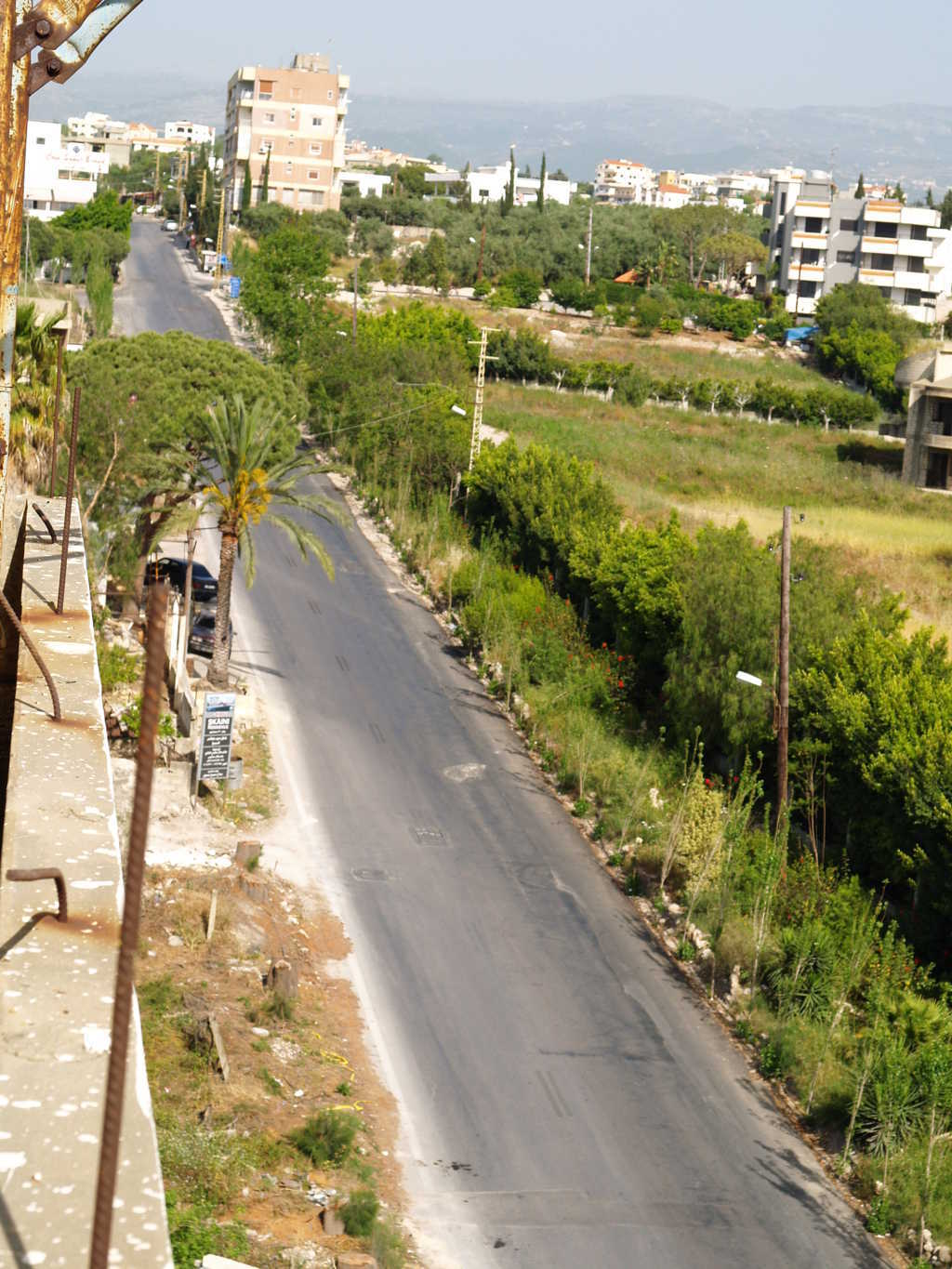
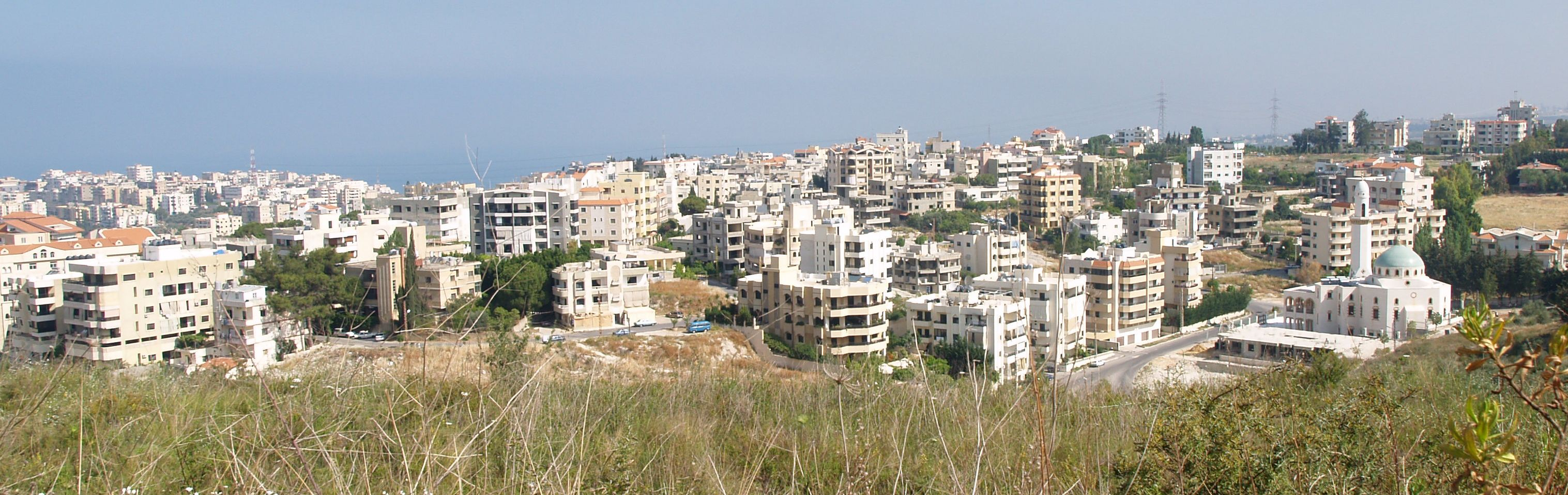
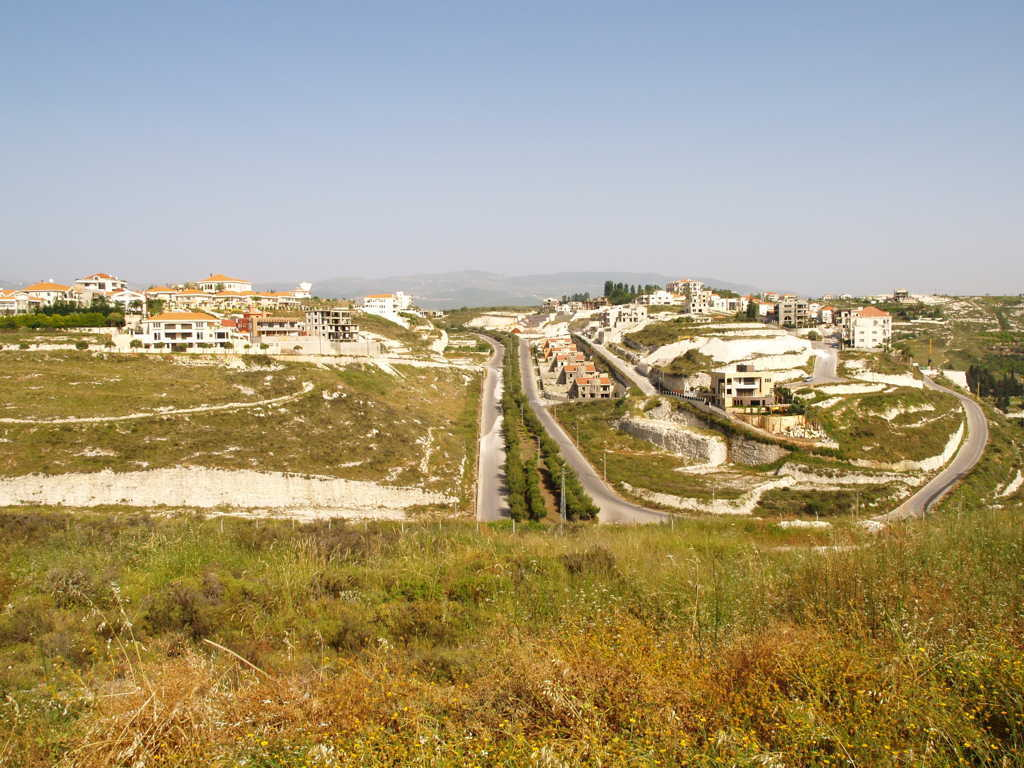
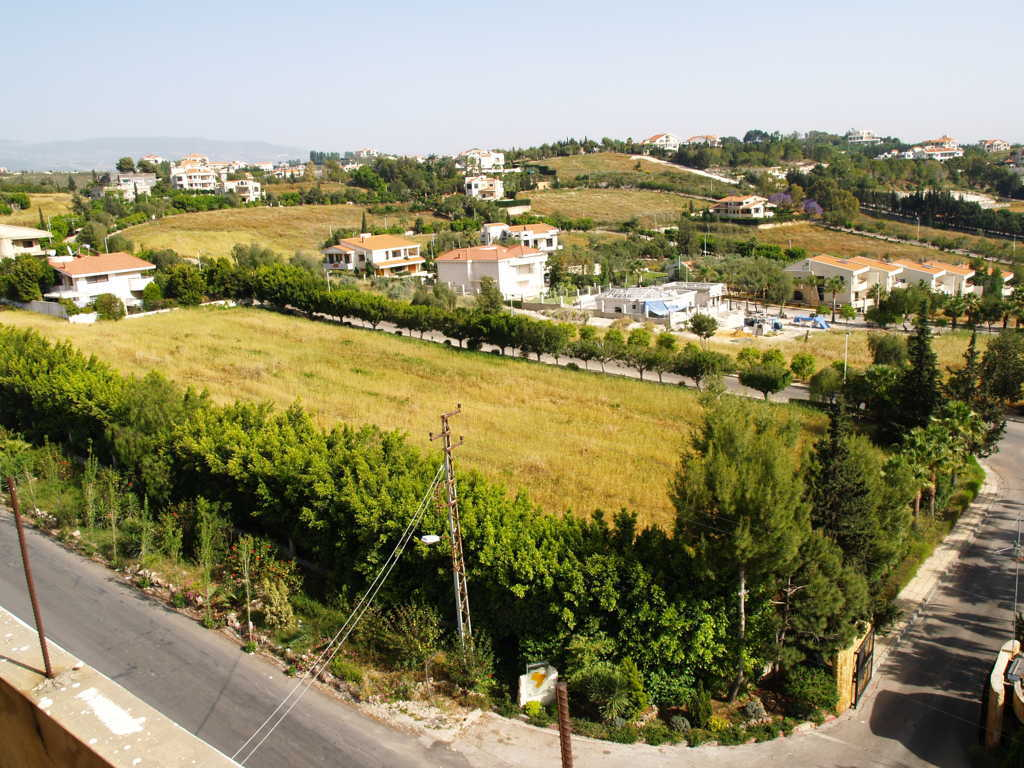

- 1=صورة عامة لمنطقة مجدليون